# Jacob Kligerman
Jacob Kligerman (Nilópolis, 5 de maio de 1940) é um médico brasileiro.
Foi eleito membro da Academia Nacional de Medicina em 1998, ocupando a Cadeira 26, da qual Francisco Pinheiro Guimarães é patrono.
É irmão da poetisa Roseana Murray.